# Dègué
Le dèguè ou thiakry est un dessert rafraîchissant d’origine ouest-africaine, plus précisément bambara. Ce dessert est à base de couscous de mil et de yaourt (ou parfois de lait caillé).
Ce dessert populaire se consomme en Afrique à toutes les heures de la journée comme en-cas, ainsi que pour la rupture du jeûne (iftar) durant le ramadan.

## Composition
Pour faire le dèguè, il faut disposer de couscous de mil, de babeurre ou de yaourt ou encore de lait caillé, de sucre vanillé, de beurre et de sucre raffiné,. 
Il serait très riche en protéine, en vitamines B, en phosphore, magnésium et en zinc,,,. 

## Préparation
Le dèguè est préparé avec de la semoule de mil en graine cuite dans l'eau bouillie, à laquelle on ajoute un mélange de lait concentré, de fromage blanc, de sucre vanillé et de muscade préparé à part.
Le tout est ensuite mis au réfrigérateur et servi bien frais,,.